# Parti social-démocrate (Cap-Vert)
Pour les articles homonymes, voir Parti social-démocrate.
Le Parti social-démocrate (Partido social-democratico, PSD) est un petit parti politique cap-verdien de tendance social-démocrate, fondé en 1992.

## Résultats électoraux
| Année | Voix  | %    | Sièges |
| ----- | ----- | ---- | ------ |
| 1995  | 1 030 | 0,67 | 0      |
| 2001  | 620   | 0,45 | 0      |
| 2006  | 702   | 0,41 | 0      |
| 2011  | 679   | 0,40 | 0      |
| 2016  | 233   | 0,10 | 0      |
| 2021  | 271   | 0,12 | 0      |